# Скиннер, Патрисия
Патрисия К. Скиннер (англ. Patricia C. Skinner; род. 12 мая 1930) — северородезийская фехтовальщица-рапиристка. Участница летних Олимпийских игр 1964 года. Первая женщина, представлявшая Замбию на Олимпийских играх.

## Биография
Патрисия Скиннер родилась 12 мая 1930 года.
В 1964 году вошла в состав сборной Северной Родезии на летних Олимпийских играх в Токио. В индивидуальном турнире рапиристок заняла в группе 1/8 финала предпоследнее, 7-е место, победив Мирейю Родригес с Кубы — 4:2, проиграв Мэри Уоттс-Тобин из Великобритании — 1:4, Колетт Флеш из Люксембурга — 0:4, Джанет Хопнер из Австралии — 0:4, Антонелле Раньо из Италии — 0:4 и Валентине Растворовой из СССР — 1:4.
Скиннер стала первой женщиной, которая представляла Замбию на Олимпийских играх. К 2021 году она остаётся единственным представителем страны на Олимпийских играх в фехтовании.